# Megadasys pacificus
Megadasys pacificus is een buikharige uit de familie Planodasyidae. Het dier komt uit het geslacht Megadasys. Megadasys pacificus werd in 1974 voor het eerst wetenschappelijk beschreven door Schmidt. 